# Joanne Züger
Joanne Züger (ur. 17 listopada 2000) – szwajcarska tenisistka.

## Kariera tenisowa
W karierze zwyciężyła w dwóch singlowych i dwóch deblowych turniejach rangi ITF. 29 sierpnia 2022 roku zajmowała najwyższe miejsce w rankingu singlowym WTA Tour – 163. pozycję, natomiast 1 sierpnia 2022 osiągnęła najwyższą pozycję w rankingu deblowym – 284. miejsce.

## Wygrane turnieje rangi ITF
| turnieje z pulą nagród 100 000 $ |
| turnieje z pulą nagród 80 000 $  |
| turnieje z pulą nagród 60 000 $  |
| turnieje z pulą nagród 25 000 $  |
| turnieje z pulą nagród 15 000 $  |

### Gra pojedyncza
|    | Data       | Turniej             | Naw.   | Przeciwniczka    | Wynik               |
| 1. | 28/07/2019 | Contamines-Montjoie | Twarda | Celia Belle Mohr | 7:6(2), 6:0         |
| 2. | 18/04/2021 | Monastyr            | Twarda | Magali Kempen    | 7:6(4), 5:7, 7:6(5) |